# クロード・スワンソン
クロード・オーガスタス・スワンソン（Claude Augustus Swanson, 1862年3月31日 - 1939年7月7日）は、アメリカ合衆国の弁護士、政治家。1906年から1910年まで第45代バージニア州知事を、1933年から1939年まで第45代アメリカ合衆国海軍長官を務めた。

## 生涯
1862年、バージニア州スワンソンヴィルで生まれた。地元の公立学校で学んだ後、バージニア農業機械大学（現在のバージニア工科大学）を経て、1885年にランドルフ・メイコン大学を卒業した。1886年にバージニア大学法学部で法学の学位を取得した。
大学卒業後、バージニア州チャタムで弁護士業を開業した。1905年、バージニア州第5選挙区から合衆国下院議員に選出され、1906年1月に合衆国下院議員を辞職し、バージニア州知事となり、1910年までバージニア州知事を務めた。1910年、ジョン・ダニエルの死によって空席となった合衆国上院の議席を埋めるためにバージニア州から合衆国上院議員に選出され、その後1933年まで合衆国上院議員を務めた。
合衆国上院において、公共土地建物委員会、海軍委員会、そして海軍省内の歳出委員会で委員長を務めた。合衆国の海事問題や外交問題に関する第一人者として認識されるようになった。
1927年のジュネーブ海軍軍縮会議と1930年のロンドン海軍軍縮会議に合衆国の代表として出席した。1933年から1939年までアメリカ合衆国海軍長官を務めた。海軍長官として、過去最大級の海軍拡張計画を指揮監督した。
海軍長官在任中の1939年、バージニア州マディソン郡のクリグラーズヴィル近郊で死去した。スワンソンの遺体は、合衆国上院による葬儀の後、バージニア州リッチモンドのハリウッド墓地に埋葬された。